# Nadejda Brânzan
Nadejda Brânzan (n. 29 august 1948, Rezina, RSSM – d. 25 mai 2020) a fost un medic-infecționist din Republica Moldova, deputat al Parlamentului în Legislatura 1990-1994.
A studiat medicina generală la Institutul de Medicină din Chișinău în anii 1966–1972.
A lucrat medic în raionul Ștefan Vodă până în 1976, apoi medic, șef de secție și medic șef-adjunct la spitalul raionul din Rezina.
S-a dedicat politicii în anii 1990. În timpul mișcării de eliberare națională, a colectat semnături pentru susținerea decretării limbii române ca limbă de stat. În perioada aflării în fotoliu de deputat, a fost președinte a Comisiei pentru Problemele Femeii, Ocrotirea Familiei, Mamei și Copilului, cât și membră a Prezidiului Parlamentului. A contribuit la definitivarea Constituției Republicii Moldova și s-a numărat printre semnatarii Declarației de independență a Republicii Moldova la 27 august 1991. A votat de asemenea și pentru scoaterea PCUS în afara legii.
La inițiativa Nadejdei Brânzan, Parlamentul RM a fost primul din spațiul ex-sovietic care a adoptat Hotărârea de adoptare la Convenția ONU cu privire la drepturile copilului. Comisia pe care o prezida a înaintat mai multe legi cu impact social, printre care Legea cu privire la modificarea articolului 82 din Codul funciar Arhivat în 14 iulie 2015, la Wayback Machine., conform căreia familiilor cu mulți copii li se alocă mai mult pământ, Legea despre aprobarea Regulamentului cu privire la modul de stabilire a pensiilor lucrătorilor din agricultură Arhivat în 14 iulie 2015, la Wayback Machine., conform căreia femeile care lucrează în condiții nocive (tutun, ferme) sunt pensionate cu cinci ani mai devreme. A fost director al departamentului Ocrotirea sănătății al Partidului Forțelor Democratice.
În 1989, a fost declarată Eminent al Ocrotirii Sănătății, iar în 1996 a fost decorată cu Medalia „Meritul  Civic”.